# John, I'm Only Dancing
"John, I'm Only Dancing" es un sencillo por el músico británico David Bowie, publicado en dos versiones – completamente diferentes, pero con el mismo número de catálogo – en septiembre de 1972 y abril de 1973. Más tarde, Bowie regrabó la canción con una influencia a la música disco, "John, I'm Only Dancing (Again)", grabada durante las sesiones de Young Americans en 1974, siendo publicada en 1979.

## Grabación y lanzamiento
Se cree que la canción es sobre una relación gay, el narrador informándole a su novio que no se preocupe por la chica con la que está porque "solo está bailando". Bowie se había declarado como bisexual en una entrevista con Melody Maker en enero de 1972, y el tema no afectó a la emisión de radio del sencillo en el Reino Unido. Sin embargo, el video musical dirigido por Mick Rock, presentando bailarines andróginos, fue prohibido por Top of the Pops.
Alternativamente, ha sido sugerido que Bowie escribió la canción en respuesta a un comentario despectivo hecho por John Lennon sobre el transformismo de Bowie.
Musicalmente, tiene un estilo RnB suave, la canción fue grabada el 26 de junio de 1972, publicada como sencillo, y luego regrabada el 20 de enero de 1973  durante las sesiones de Aladdin Sane, en un arreglo ligeramente diferente, con Ken Fordham en el saxofón. A menudo llamada "sax version", esta segunda grabación fue publicada como sencillo en abril de 1973 con exactamente el mismo número de catálogo que la primera versión, causando dificultades para los coleccionistas.

## Versiones en vivo
- Una versión en vivo grabada en el Boston Music Hall el 1 de octubre de 1972 fue publicada en la caja recopilatoria Sound + Vision. Sin embargo, la misma canción apareció en un disco extra del 30th aniversario de Aladdin Sane en 2002.[12]
- Otra versión en vivo grabada en el Santa Monica Civic Auditorium el 20 de octubre de 1972 fue publicado en Santa Monica '72 y Live Santa Monica '72.[13]

## Otros lanzamientos
- La canción fue publicado como sencillo junto con "Hang On to Yourself" el 1 de septiembre de 1972.[2]
- La canción ha aparecido en numerosos álbumes compilatorios de David Bowie:
  - Changesonebowie (1976)
  - The Best of Bowie (1980)
  - Sound + Vision (1989)
  - Changesbowie (1990)
  - The Singles Collection (1993)
  - The Best of David Bowie 1969/1974 (1997)
  - Best of Bowie (2002)
  - Five Years (1969–1973) (2015)
- Fue publicado como un disco ilustrado en la caja recopilatoria Life Time.[14]

## Otras versiones
- La banda de rockabilly, the Polecats publicaron un cover de la canción como su segundo sencillo en marzo de 1981. Su versión alcanzó el número 35 en las listas de sencillos británicas.[15]
- Una versión por la banda británica de post-punk, the Chameleons apareció como un bonus track en el lanzamiento de CD del álbum de 1986, Strange Times.[16]
- La banda estadounidense de indie pop, Vivian Girls versionó la canción para el álbum tributo a David Bowie, We Were So Turned On: A Tribute to David Bowie.[17]

## Lista de canciones
Todas las canciones escritas por David Bowie.
1. "John, I'm Only Dancing" – 2:46
2. "Hang On to Yourself" – 2:39

## Créditos
Créditos adaptados desde las notas del sencillo.
- David Bowie – voz principal, guitarra acústica, saxofón
- Mick Ronson – guitarra eléctrica
- Trevor Bolder – bajo eléctrico
- Mick Woodmansey – batería

## Posicionamiento
La canción llegó al número 12 en UK, al 19 en Irlanda y debutó en el número 49 en el Ultratop 50 en Valonia.

## John, I'm Only Dancing (Again)

### Antecedentes
"John, I'm Only Dancing (Again)" es una regrabación de "John, I'm Only Dancing", hecha en 1974 durante las sesiones de Young Americans en Filadelfia. Estuvo previsto como la canción de apertura del nuevo álbum, antes de las sesiones adicionales en Nueva York, generando más canciones que expulsaron la canción fuera del orden programado.
Finalmente, la canción fue publicado como sencillo en diciembre de 1979, la regrabación presentaba una influencia mayor en el funk, y tiene varias similitudes con la canción "Stay", grabada para el álbum Station to Station en 1976. Originalmente con una duración de 7 minutos, la canción fue acortada para un lanzamiento de 7 pulgadas. Para el lado B, la versión original de "John, I'm Only Dancing" fue remezclada. La versión extendida de 12 pulgadas fue incluida como un bonus track en la reedición de CD de Young Americans en 1991. La versión de sencillo estuvo disponible en formato digital y CD por primera vez en 2016, en Re:Call 2, como parte de la caja recopilatoria Who Can I Be Now? (1974–1976).

### Versiones en vivo
- Una versión grabada en el Universal Amphitheatre, California, durante la gira de Diamond Dogs el 5 de septiembre de 1974 fue incluida en Cracked Actor (Live Los Angeles '74).[25]
- Una interpretación en vivo durante la tercera etapa de la gira de Diamond Dogs, grabada en octubre de 1974, fue publicada en 2020, en I'm Only Dancing (The Soul Tour 74).[26]

### Otros lanzamientos
- La canción fue publicada como sencillo junto con la versión original de "John, I'm Only Dancing" como lado B el 7 de diciembre de 1979.[22]
- La canción ha aparecido en numerosos álbumes compilatorios de David Bowie:
  - Changestwobowie (1981)
  - Rare (1982)
  - The Best of David Bowie 1974/1979 (1998)
  - The Platinum Collection (2005)
  - Who Can I Be Now? (1974–1976) (2016)

### Lista de canciones
7" UK sencillo (BOW 4)
1. "John, I'm Only Dancing (Again)" – 3:26
2. "John, I'm Only Dancing" – 2:46

7" US sencillo (11887)
1. "John, I'm Only Dancing (Again)" – 3:26
2. "Joe the Lion" – 3:08

12" UK sencillo (BOW 12 4)
1. "John, I'm Only Dancing (Again)" – 6:59
2. "John, I'm Only Dancing" – 2:46

12" US sencillo (11886)
1. "John, I'm Only Dancing (Again)" – 6:59
2. "Golden Years" – 4:03

### Créditos
Créditos adaptados desde the Bowie Bible.
- David Bowie – voz principal y coros
- Carlos Alomar – guitarra eléctrica
- Mike Garson – piano, clavinet
- David Sanborn – saxofón
- Willie Weeks – bajo eléctrico
- Andy Newmark – batería
- Larry Washington – conga
- Luther Vandross, Robin Clark, Ava Cherry – coros